# アジア・オセアニア出身のメジャーリーグベースボール選手一覧
アジア・オセアニア出身のメジャーリーグベースボール選手一覧は、アジア・オセアニア地域出身のメジャーリーグベースボール (MLB) 選手の一覧。
太字は現役選手。アルファベット順。

## アジア
日本
韓国
台湾
中国
- ハリー・キングマン（en:Harry Kingman）

フィリピン
- ボビー・シュイナード（en:Bobby Chouinard）

ベトナム
- ダニー・グレーブス（en:Danny Graves）

香港
- オースティン・ブライス（en:Austin Brice）

シンガポール
- ロビン・ジェニングス（en:Robin Jennings）

インドネシア
- トム・マストニー（en:Tom Mastny）

サウジアラビア
- クレイグ・スタンスベリー（en:Craig Stansberry）
- アレックス・ウィルソン（en:Alex Wilson (baseball)）

アフガニスタン
- ジェフ・ブロンキー（en:Jeff Bronkey）

## オセアニア
オーストラリア
アメリカ領サモア
- トニー・ソレイタ（en:Tony Solaita）